# Championnats du monde de pelote basque 1952
Navigation
Montevideo 1955
Les championnats du monde de pelote basque 1952, 1ère édition des championnats du monde de pelote basque, ont lieu du 28 août au 10 septembre 1952 à Saint-Sébastien, en Espagne.
Organisés par la Fédération internationale de pelote basque, ils réunissent 8 nations qui se disputent 17 titres mondiaux.

La France domine cette première édition.

## Organisation

### Nations participantes
Huit nations prennent part à ce premier championnat du monde: 
| - Argentine - Cuba - Espagne | - France - Italie - Mexique | - Philippines - Uruguay |

Le Chili avait annoncé son intention de participer aux épreuves de paleta et grosse pala, mais finalement la délégation chilienne n'envoie qu'un officiel et aucun joueur .

### Lieux de compétition
Quatre lieux accueillent les compétitions:
- Trinquete-Club (Amara): construit spécialement pour ces championnats, il est inauguré la veille de l'ouverture de la compétition et accueille les spécialités de trinquet.
- Fronton Urumea: fronton de grande largeur, pour les compétitions de Cesta-punta et pala
- Fronton Gros: construit en 1938, il héberge les compétitions des spécialités de Paleta, de frontennis, mains nues et pala corta. Il est démoli en 1961.
- Fronton de rebote: situé à côté du trinquet, s'y disputent les épreuves de place libre

### Épreuves et inscriptions
| Spécialités          | Spécialités                    | Nations inscrites      | Nations inscrites | Nations inscrites    | Nations inscrites    | Nations inscrites   | Nations inscrites  | Nations inscrites       | Nations inscrites    |
| Spécialités          | Spécialités                    | Drapeau de l'Argentine | Drapeau de Cuba   | Drapeau de l'Espagne | Drapeau de la France | Drapeau de l'Italie | Drapeau du Mexique | Drapeau des Philippines | Drapeau de l'Uruguay |
| -------------------- | ------------------------------ | ---------------------- | ----------------- | -------------------- | -------------------- | ------------------- | ------------------ | ----------------------- | -------------------- |
| Trinquet             | Pelote à main nue (individuel) |                        |                   | ●                    | ●                    |                     |                    |                         | ●                    |
| Trinquet             | Pelote à main nue (par équipe) |                        |                   | ●                    | ●                    |                     |                    |                         | ●                    |
| Trinquet             | Paleta, pelote de gomme        | ●                      |                   | ●                    | ●                    |                     |                    |                         | ●                    |
| Trinquet             | Xare                           | ●                      |                   | ●                    | ●                    |                     |                    |                         | ●                    |
| Fronton de 30 mètres | Paleta, pelote de gomme        | ●                      |                   | ●                    | ●                    |                     |                    |                         | ●                    |
| Fronton de 30 mètres | Frontenis, pelote de gomme     | ●                      | ●                 | ●                    |                      |                     | ●                  |                         |                      |
| Fronton de 36 mètres | Pelote à main nue (individuel) |                        |                   | ●                    | ●                    |                     |                    |                         | ●                    |
| Fronton de 36 mètres | Pelote à main nue (par équipe) |                        |                   | ●                    | ●                    |                     |                    |                         | ●                    |
| Fronton de 36 mètres | Grosse pala (Pala corta)       | ●                      |                   | ●                    | ●                    |                     |                    |                         |                      |
| Fronton de 36 mètres | Frontenis, pelote de cuir      |                        |                   | ●                    |                      |                     |                    | ●                       | ●                    |
| Fronton de 54 mètres | Cesta punta                    |                        | ●                 | ●                    |                      | ●                   | ●                  | ●                       |                      |
| Fronton de 54 mètres | Pala larga                     |                        |                   | ●                    |                      |                     | ●                  |                         |                      |
| Place libre          | Pala                           |                        |                   | ●                    | ●                    |                     |                    |                         |                      |
| Place libre          | Pelote à main nue (par équipe) |                        |                   | ●                    | ●                    |                     |                    |                         |                      |
| Place libre          | Joko Garbi                     |                        |                   | ●                    | ●                    |                     |                    |                         |                      |
| Place libre          | Grand Chistéra (Cesta Punta)   |                        |                   | ●                    | ●                    |                     |                    |                         |                      |
| Place libre          | Rebot                          |                        |                   | ●                    | ●                    |                     |                    |                         |                      |

La spécialité de remonte en grand fronton où l'équipe d'Espagne est la seule inscrite, n'a pas lieu 

### Format des épreuves
Les principaux points du règlement de ces championnats du monde sont les suivants:
- Le nombre de nations participantes à une spécialité, pour qu'un titre de champion du monde soit décerné, est exceptionnellement abaissé à deux (au lieu de trois); ceci pour tenir compte du fait que ces championnats mondiaux sont les premiers
- Une seule équipe par nation est autorisée dans chaque spécialité
- Toutes les nations peuvent participer à toutes les spécialités qu'ils souhaitent
- Dans toutes les spécialités, chaque équipe rencontre l'ensemble des autres; toutefois, dès qu'une équipe subit deux défaites, elle est éliminée de la course au titre mondial
- Les deux premiers à l'issue des matches de poule participent à une finale avec la particularité qu'il est tenu compte du résultat entre ces deux équipes lors du match de poule. Si le résultat de la finale est identique au précédent, l'équipe victorieuse (deux victoires) est déclarée championne du monde; par contre, si le résultat est inversé (une victoire partout alors pour les deux équipes), un match d'appui est organisé pour déterminer le champion du monde

### Déroulement des compétitions
Les faits suivants se produisent lors des parties:
- Seule l'épreuve de pelote à main nue par équipe en fronton, nécessite la tenue d'un match d'appui pour décerner le titre mondial: après une victoire en match de poule de la France sur l'Espagne 22 à 16, l'Espagne prend sa revanche en battant la France 22 à 15. Le match d'appui alors organisé voit les français triompher des espagnols sur le score de 22 à 20.
- Lors du match de poule de paleta en fronton entre l'Uruguay et la France, alors que le score est de 24 à 18 pour les français, le joueur Uruguayen Humberto Garrido se fracture l'épaule. Il doit alors laisser son partenaire de jeu Ambrosio Pardo terminer seul la partie. Le score final sera de 30 à 18 pour la paire française Bareits/Clairacq.
- Le match de Xare entre l'Argentine et l'Uruguay se va pas à son terme après la blessure du joueur argentin Mas de Ayala. L'arbitre décide d'entériner le score de 43 à 18 en faveur des argentins et de leur donner la victoire.

## Palmarès
| Épreuves                       | Or                                                                                                | Argent | Bronze |
| ------------------------------ | ------------------------------------------------------------------------------------------------- | --- | ------ |
| Trinquet                       |                                                                                                   | |        |
| Pelote à main nue (individuel) | France- Michel Etchemendy                                                                         | Uruguay- Andrés Iraizos (Andruco)                                                                         |        |
| Pelote à main nue (par équipe) | France- Roger Harcaut - Pierre Espel                                                              | Espagne- Ignacio Aguirre - San José - David Arbizu - Justo Dufur                                          |        |
| Paleta, pelote de gomme        | Argentine- Pedro Etcheverry - Jaime J. Díaz                                                       | Uruguay- Ambrosio Pardo Iriondo - José Martinez - André Iraizos                                           |        |
| Xare                           | Argentine- Roberto Elías - Juan Labat - Roberto Carmos                                            | Uruguay- Nelson Vigo - Juan C. Barbat - Sergio Mas de Ayala                                               |        |
| Fronton de 30 mètres           |                                                                                                   | |        |
| Paleta, pelote de gomme        | Argentine- Santos Belluzzo - Adrián Abadía                                                        | France- Pierre Bareits - Bernard Clairacq                                                                 |        |
| Frontenis, pelote de gomme     | Mexique- José E. Núñez Perez - Jorge Garibay Serralde - José Beltrán                              | Argentine- Roberto Novoa - Raúl J. Morganti                                                               |        |
| Fronton de 36 mètres           |                                                                                                   | |        |
| Pelote à main nue (individuel) | Espagne- José Esparza                                                                             | Uruguay- Luis A. Debia                                                                                    |        |
| Pelote à main nue (par équipe) | France- Désiré Olhasso - Michel Etchemendy                                                        | Espagne- David Arbizu - Severiano Echeverria - Francisco Inciarte                                         |        |
| Grosse pala (Pala corta)       | Espagne- Juan Cruz Artola - Sebastián Aristi                                                      | France- Pierre Bareits - Bernard Clairacq                                                                 |        |
| Frontenis, pelote de cuir      | Espagne- Antonio Vega de Seoane - José Eguía - Ramón Lerchundi                                    | Philippines- Rene Nieto e Hidalgo - Valentín Teus y Menéndez (Tito)                                       |        |
| Fronton de 54 mètres           |                                                                                                   | |        |
| Cesta punta                    | Espagne- Manuel Balet - Joaquín Balet                                                             | Mexique- Manuel Barrera - Fernando Pareyon                                                                |        |
| Pala larga                     | Espagne- Fernando Castro - Fermín Salaverri                                                       | Mexique- Francisco Perochena - Rómulo Molina                                                              |        |
| Place libre                    |                                                                                                   | |        |
| Pala                           | France- Pierre Bareits - Bernard Bareits                                                          | Espagne- Juan Cruz Artola - Sebastian Arizte                                                              |        |
| Pelote à main nue (par équipe) | France- Désiré Olhasso - Bernard Vicenty - Jean Cadeilhan                                         | Espagne- Jesús Garcia Ariño - Agustín Azpiri                                                              |        |
| Joko Garbi                     | France- François Unhassobiscay - Pierre Unhassobiscay                                             | Espagne- Miguel Zalacain - Ramón Quintana - José Antonio Alustiza                                         |        |
| Grand Chistéra (Cesta Punta)   | France- Jean Olhassaguirre - Roger Martin Gallardi - Théodore Larchus                             | Espagne- Juan Mendizábal - Gregorio Elordi - Manuel Urain                                                 |        |
| Rebot                          | France- Pierre Larronde - Charles Henry - Jacques Errecalde - Jean Larregain - Charles Etcheverry | Espagne- Carlos Echenique - Francisco Echenique - Antonio Arratibel - Miguel Zalacain - José Maria Zaldua |        |

## Tableau des médailles
| Rang  | Nation      | Or | Argent | Bronze | Total |
| ----- | ----------- | -- | ------ | ------ | ----- |
| 1     | France      | 8  | 2      | -      | 10    |
| 2     | Espagne     | 5  | 7      | -      | 12    |
| 3     | Argentine   | 3  | 1      | -      | 4     |
| 4     | Mexique     | 1  | 2      | -      | 3     |
| 5     | Uruguay     | 0  | 4      | -      | 4     |
| 6     | Philippines | 0  | 1      | -      | 1     |
| Total | Total       | 17 | 17     | -      | 34    |

A l'issue de ces championnat, l'Espagne est déclarée championne du monde et reçoit la coupe décernée par le chef de l'état, selon un classement par nation.
Ce classement suit les règles qui suivent: 
- Points d'inscription: une nation reçoit 1 point par spécialité dans laquelle elle s'est inscrit
- Points de compétition: la nation victorieuse dans une épreuve reçoit autant de points qu'il y avait de participants, les nations suivantes (sous réserve qu'elles aient au moins gagné une fois), un point de moins et ainsi de suite.

Ce classement par nation donne: 
| Place | Nation      | Points d'inscription | points de compétition | Total |
| ----- | ----------- | -------------------- | --------------------- | ----- |
| 1     | Espagne     | 18                   | 26                    | 44    |
| 2     | France      | 13                   | 26                    | 39    |
| 3     | Argentine   | 5                    | 15                    | 20    |
| 4     | Uruguay     | 7                    | 10                    | 17    |
| 5     | Mexique     | 4                    | 8                     | 12    |
| 6     | Philippines | 2                    | 4                     | 6     |
| 7     | Cuba        | 2                    | 3                     | 5     |
| 8     | Italie      | 1                    | 0                     | 1     |

## Lieu des prochains championnats
Lors de la session du comité exécutif de la Fédération internationale de pelote basque qui se tient durant ces championnats, il est décidé à l'unanimité que les prochains championnats se dérouleront en France. La candidature française est préférée aux candidatures du Mexique et de l'Uruguay. 
De plus, pour ne par tomber sur des années olympiques, ils se tiendront dans 2 ans et pas 4, soit en 1954.